# Yasemin Şamdereli
Yasemin Şamdereli (Dortmund, 15 luglio 1973) è un'attrice, sceneggiatrice e regista tedesca, di origini turche. È nota per aver diretto il film Almanya - La mia famiglia va in Germania.

## Filmografia

### Regista
- Kreuz & quer (1996)
- Kismet - cortometraggio (2000)
- Alles getürkt! - film TV (2002)
- Sextasy (2004)
- Ich Chef du nix - film TV (2007)
- Almanya - La mia famiglia va in Germania (Almanya - Willkommen in Deutschland) (2011)
- Non dirmi che hai paura (2024)

### Sceneggiatrice
- Kismet, regia di Yasemin Samdereli - cortometraggio (2000)
- Alles getürkt! - film TV, regia di Yasemin Samdereli (2002)
- Sextasy, regia di Yasemin Samdereli (2004)
- Kebab for Breakfast (Türkisch für Anfänger) - serie TV, episodio 1x9 (2006)
- Almanya - La mia famiglia va in Germania (Almanya - Willkommen in Deutschland), regia di Yasemin Samdereli (2011)

### Altro
- Senza nome e senza regole (Wo shi shei), regia di Benny Chan e Jackie Chan - assistente alla produzione (1998)
- Spia per caso (Te wu mi cheng), regia di Teddy Chan - aiuto regista (2001)
- Delicious, regia di Nesrin Samdereli - attrice (2004)